# Antoniów (województwo dolnośląskie)
Antoniów (niem. Antoniwald) – wieś w Polsce położona w województwie dolnośląskim, w powiecie karkonoskim, w gminie Stara Kamienica, nad rzeką Kamienicą.
W administracyjnych granicach Antoniowa znajduje się od 1974 roku wieś Jaroszyce.

## Podział administracyjny
| SIMC    | Nazwa     | Rodzaj    |
| ------- | --------- | --------- |
| 0192318 | Jaroszyce | część wsi |

W latach 1975–1998 miejscowość administracyjnie należała do województwa jeleniogórskiego.

## Toponimia

### Etymologia nazwy
Niemiecka nazwa Antonienwald pochodzi od imienia hrabiego Antoniego von Schaffgotscha, oraz cząstki wald (pol. las).

### Historyczne nazwy
Historyczne nazwy miejscowości:
- 1783 – Antoniwald (niem.);
- 1786 – Antonienwald (niem.);
- 1947 – Antoninów (pol.);
- 1948 – Antoniów (pol.).

Wieś otrzymała swoją nazwę w 1682 roku.
12 lutego 1948 ustalono urzędową polską nazwę miejscowości – Antoniów, określając drugi przypadek jako Antoniowa, a przymiotnik – antoniowski.

## Zabytki
Do wojewódzkiego rejestru zabytków wpisany jest:
- dom nr 77, drewniany, z drugiej połowy XIX w.  - Zabytkowe domy w Antoniowie

Zabytkowe domy w Antoniowie
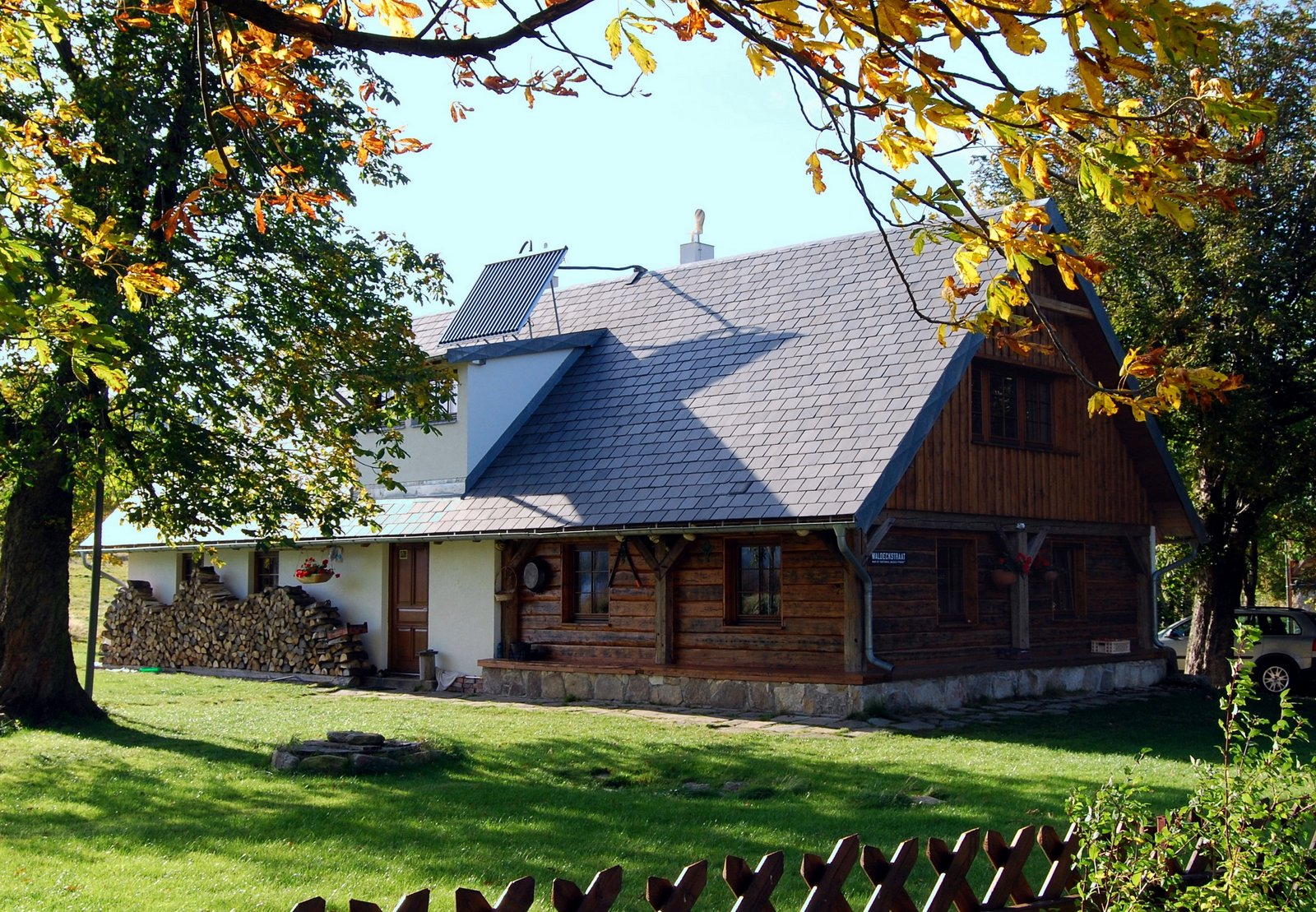
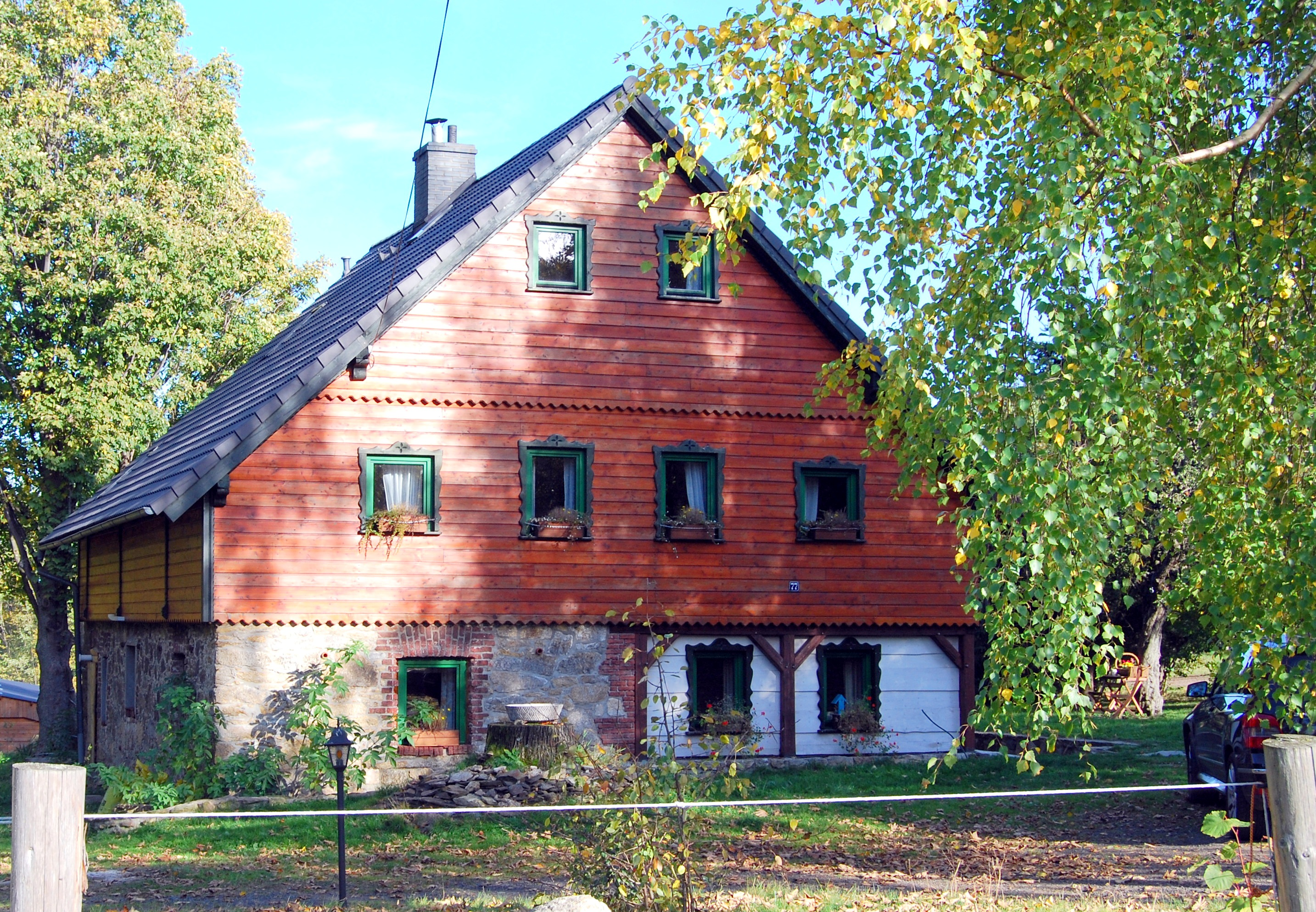
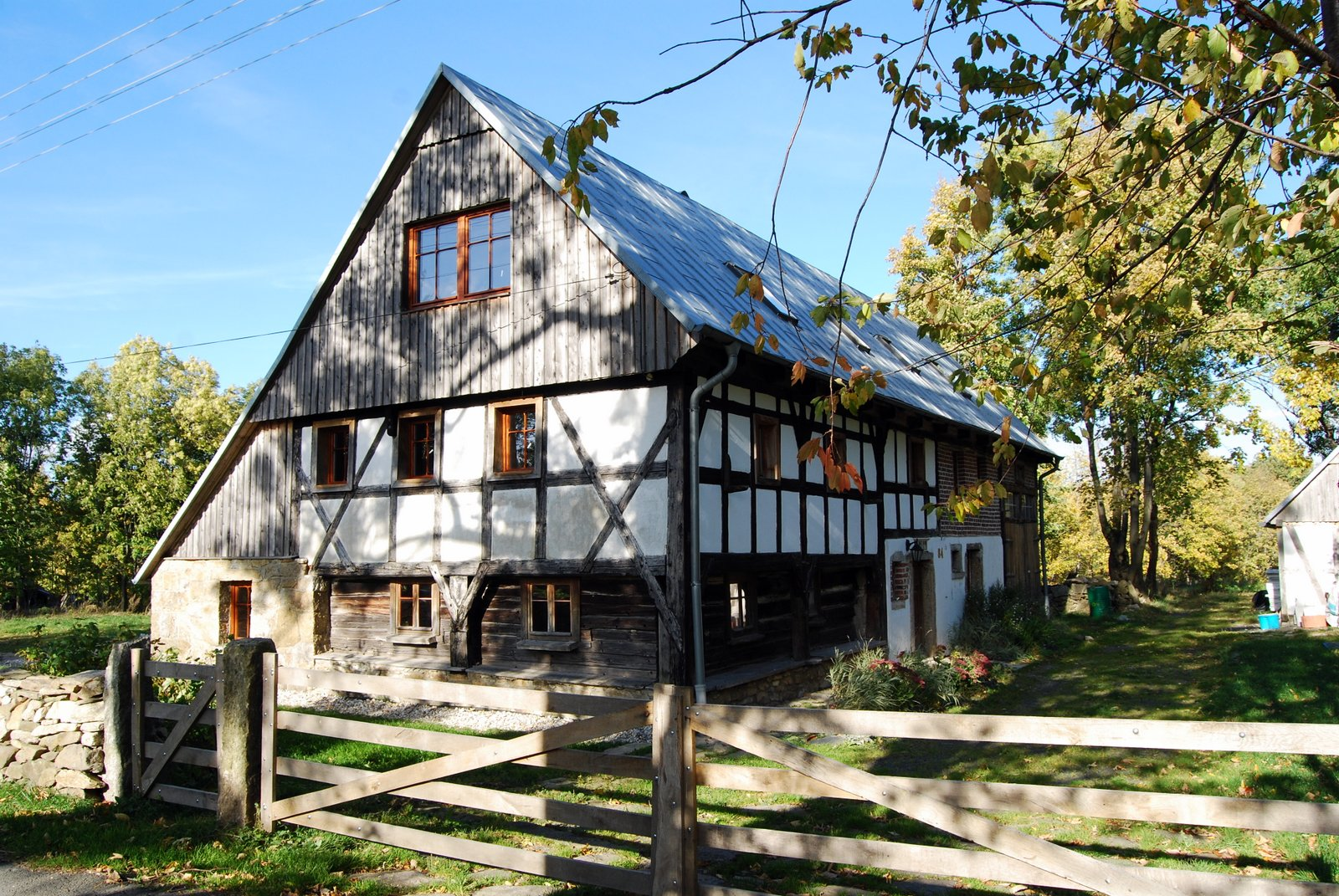

## Historia
Antoniów powstał w latach 1660–1670 jako folwark w dobrach rodziny Schaffgotschów. Wcześniej na jego terenie działali w XVII wieku szklarze, związani z ośrodkami produkcji w Chromcu i Piechowicach. Z czasem folwark przekształcił się w wieś o luźnej zabudowie z charakterystycznie rozrzuconymi pojedynczymi zagrodami na obrzeżu bardziej zwartej zabudowy w centrum wsi. W 1747 roku zamieszkiwało ją 41 zagrodników i chałupników, zaś w 1786 roku ich liczba wzrosła do 53. We wsi była też czynna papiernia. W 1840 roku mieszkało tu 140 przędzarzy oraz 18 innych rzemieślników i handlarzy. Działały wtedy papiernia, tracz, młyn do mielenia kory dębowej i młyn wodny. W 1976 roku na wsi istniało 37 gospodarstw rolnych.

## Demografia
Obecnie (III 2011 r.) jest najmniejszą miejscowością gminy Stara Kamienica.